# Tã người lớn

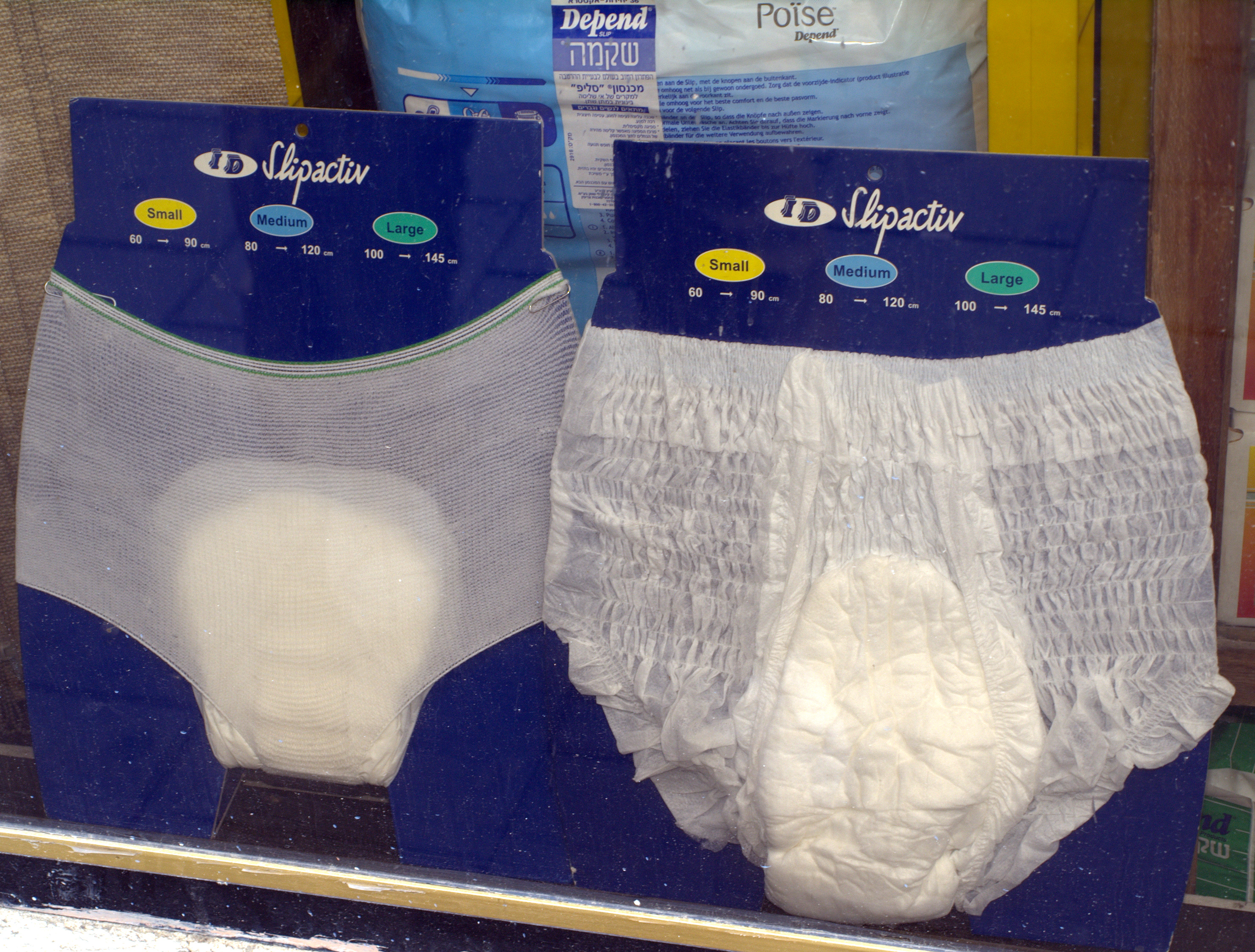
Tã giấy dành cho người lớn

Tã giấy dành cho người lớn (hoặc tã người lớn) là loại tã được làm cho một người có thân hình to hơn so với trẻ sơ sinh hoặc trẻ mới biết đi. Tã có thể cần thiết cho người lớn với các tình trạng khác nhau, chẳng hạn như tiểu tiện không tự chủ, suy giảm khả năng vận động, tôn sùng tã, Mãn kinh,  môi trường sống, tiêu chảy nặng hoặc mất trí nhớ. Tã người lớn được sản xuất dưới nhiều hình thức khác nhau, bao gồm những loại tương tự như tã trẻ em truyền thống, quần lót và miếng lót giống như băng vệ sinh (được gọi là miếng lót bổ sung ). Polyme siêu hấp phụ chủ yếu được sử dụng để hấp thụ chất thải cơ thể và chất lỏng.
Các thuật ngữ thay thế như "sản phẩm không kiểm soát" cũng được sử dụng.

## Thị trường toàn cầu
Quy mô của thị trường tã dành cho người lớn năm 2016 là 9,8 tỷ USD, tăng từ 9,2 tỷ USD năm 2015. Doanh số bán tã người lớn ở Hoa Kỳ được dự đoán sẽ tăng 48% từ năm 2015 đến 2020, so với 2,6% đối với tã trẻ em. Thị trường không kiểm soát dành cho người lớn ở Nhật Bản là 1,8 tỷ đô la Mỹ vào năm 2016, chiếm khoảng 20% thị trường thế giới.